# Споровська сільська рада
Споровська сільська́ ра́да (біл. Спораўскі сельсавет) — адміністративно-територіальна одиниця у складі Березівського району Берестейської області Білорусі. Адміністративний центр — село Спорово.

## Склад
Населені пункти, що підпорядковувалися сільській раді станом на 2009 рік:
| Населений пункт | Тип  | Населення, осіб (2009) |
| --------------- | ---- | ---------------------- |
| Здітове         | село | 880                    |
| Спорово         | село | 1052                   |

## Населення
За переписом населення Білорусі 2009 року чисельність населення сільської ради становила 1932 особи.

### Національність
Розподіл населення за рідною національністю за даними перепису 2009 року:
| Національність      | Осіб | Відсоток |
| ------------------- | ---- | -------- |
| білоруси            | 1849 | 95,70 %  |
| росіяни             | 56   | 2,90 %   |
| українці            | 22   | 1,14 %   |
| поляки              | 2    | 0,10 %   |
| інша національність | 2    | 0,10 %   |
| фіни                | 1    | 0,05 %   |
| Разом               | 1932 | 100 %    |